# Noirmoutier-en-l'Île
Ne doit pas être confondu avec Île de Noirmoutier.
Noirmoutier-en-l'Île, communément appelée Noirmoutier, est une commune française, située dans l'île de Noirmoutier dans le département de la Vendée en région Pays de la Loire. Lieu de vacances estivales à la mer, la ville offre selon une étude l'une des plus fortes attractivités parmi les villes françaises de mille à dix mille habitants, avec Arcachon, Étretat et Deauville.

## Géographie

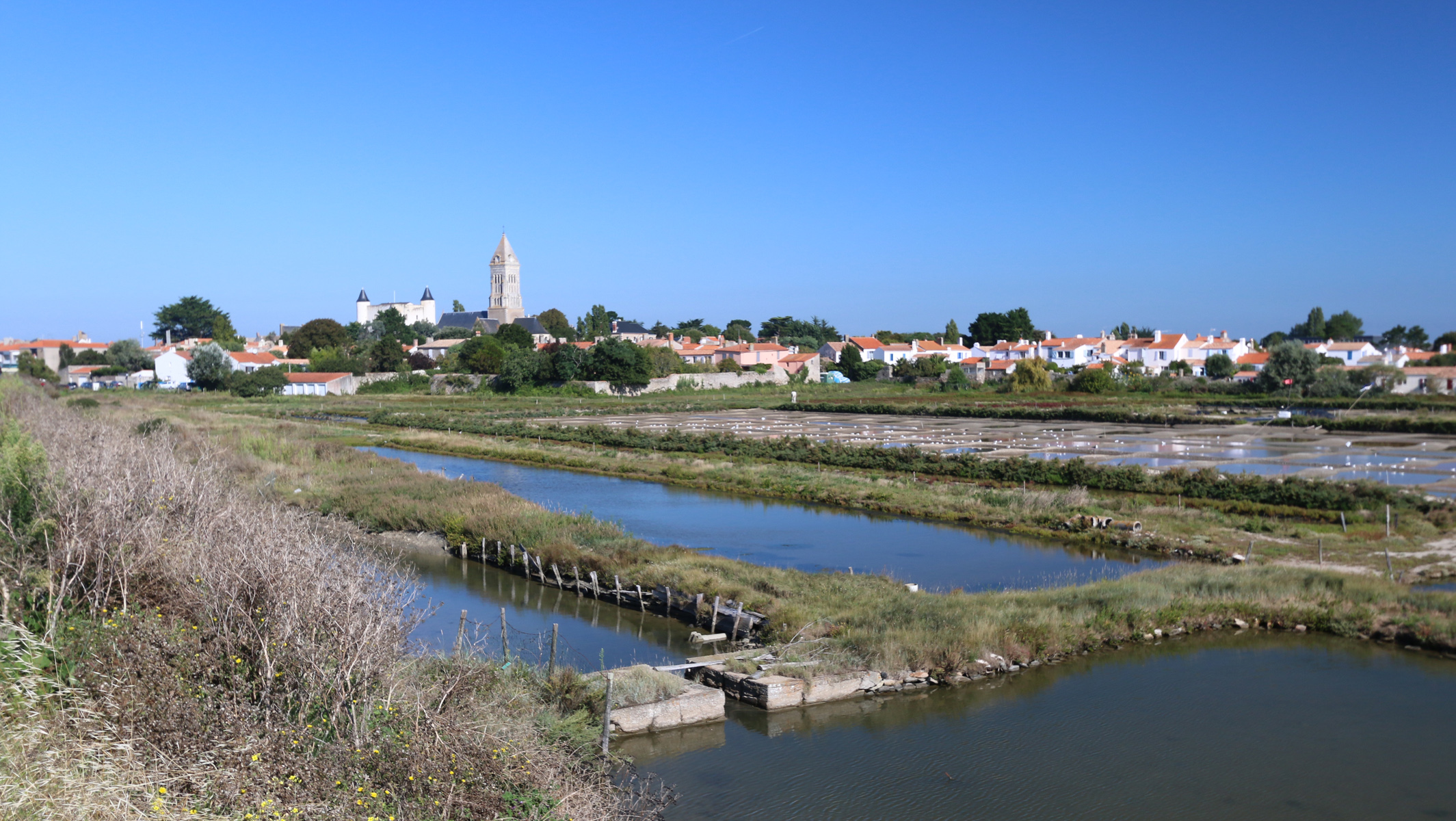
Les marais salants de Noirmoutier-en-Île.

La commune s'étend sur la partie nord de l'île de Noirmoutier, formée par un îlot rocheux (autrefois dénommé : « île d'Her »), séparée du reste de l'île actuelle par des marais salants.
Le bourg, véritable « capitale » de l'île de Noirmoutier, est bâti sur le côté sud-est de cet îlot, donnant sur la baie de Bourgneuf. Le port du Boucaud (« port écluse » ou « port canal ») sépare les zones urbanisées des marais salants.
À l'est, le polder du Müllembourg (devenu réserve ornithologique) est limité dans sa partie méridionale par la jetée Jacobsen, longue de 1,5 km. Au nord-est, s'étend le bois de la Chaize.
Une grande partie nord-ouest du territoire de la commune est occupée par des champs voués essentiellement à la culture maraichère, et notamment une variété de pomme de terre, la fameuse bonnotte de Noirmoutier.
Le territoire de la commune s'étend également sur quelques îles et récifs environnants, comme l'île du Pilier au nord-ouest.
De plus, deux bourgs sont intégrés à Noirmoutier-en-l'Île :
- L'Herbaudière qui se trouve sur la côte nord-ouest de l'île, face à l'océan Atlantique, et dont l'activité portuaire en fait le deuxième port de pêche du département[3], géré par la Chambre de commerce et d'industrie de la Vendée.
- Le Vieil situé sur la côte nord de l'île, est un hameau typique constitué de maisons vendéennes traditionnelles bordant des ruelles étroites, et qui en été devient un lieu de villégiature prisé par les vacanciers. Un inventeur nantais, Brutus Villeroi, y fit le premier essai de sous-marin français le 12 août 1832. Une rue du Vieil porte son nom.

Le territoire municipal de Noirmoutier-en-l’Île s’étend sur 1 997 hectares. L’altitude moyenne de la commune est de 4 mètres, avec des niveaux fluctuant entre 0 et 20 mètres,.
| Océan atlantique | Océan atlantique     | Océan atlantique |
| Océan atlantique | Noirmoutier-en-l'Île | Océan atlantique |
| Océan atlantique | L'Épine              | Océan atlantique |

### Climat
Pour des articles plus généraux, voir Climat des Pays de la Loire et Climat de la Vendée.
En 2010, le climat de la commune est de type climat méditerranéen altéré, selon une étude du CNRS s'appuyant sur une série de données couvrant la période 1971-2000. En 2020, Météo-France publie une typologie des climats de la France métropolitaine dans laquelle la commune est exposée à un climat océanique et est dans la région climatique  Bretagne orientale et méridionale, Pays nantais, Vendée, caractérisée par une faible pluviométrie en été et une bonne insolation. 
Pour la période 1971-2000, la température annuelle moyenne est de 12,4 °C, avec une amplitude thermique annuelle de 12,5 °C. Le cumul annuel moyen de précipitations est de 723 mm, avec 12,3 jours de précipitations en janvier et 5,8 jours en juillet. Pour la période 1991-2020, la température moyenne annuelle observée sur la station météorologique installée sur la commune est de 13,4 °C et le cumul annuel moyen de précipitations est de 704,1 mm,. Pour l'avenir, les paramètres climatiques de la commune estimés pour 2050 selon différents scénarios d'émission de gaz à effet de serre sont consultables sur un site dédié publié par Météo-France en novembre 2022.
| Mois                                  | jan.           | fév.            | mars          | avril           | mai             | juin           | jui.            | août         | sep.           | oct.          | nov.          | déc.          | année     |
| ------------------------------------- | -------------- | --------------- | ------------- | --------------- | --------------- | -------------- | --------------- | ------------ | -------------- | ------------- | ------------- | ------------- | --------- |
| Température minimale moyenne (°C)     | 5,2            | 5               | 6,8           | 8,5             | 11,6            | 14,3           | 15,9            | 16,2         | 14,2           | 11,9          | 8,4           | 5,9           | 10,3      |
| Température moyenne (°C)              | 7,4            | 7,6             | 9,8           | 11,9            | 15,1            | 17,9           | 19,6            | 19,8         | 17,8           | 14,6          | 10,8          | 8,1           | 13,4      |
| Température maximale moyenne (°C)     | 9,6            | 10,2            | 12,8          | 15,3            | 18,6            | 21,6           | 23,3            | 23,5         | 21,4           | 17,4          | 13,2          | 10,4          | 16,4      |
| Record de froid (°C) date du record   | −10 16.01.1985 | −7,7 07.02.1991 | −6 01.03.05   | −0,3 04.04.22   | 0,5 07.05.1979  | 3,6 22.06.1969 | 10,8 05.07.1965 | 9,4 31.08.17 | 6,4 02.09.1966 | 1,7 29.10.03  | −4 21.11.1993 | −8 30.12.1996 | −10 1985  |
| Record de chaleur (°C) date du record | 15,5 24.01.16  | 19,9 22.02.19   | 22,9 19.03.05 | 27,5 23.04.1984 | 31,3 06.05.1995 | 36 26.06.1976  | 38,7 18.07.22   | 37 04.08.03  | 33 18.09.1987  | 27,5 09.10.23 | 20,9 01.11.15 | 16,1 04.12.06 | 38,7 2022 |
| Précipitations (mm)                   | 75             | 59,1            | 51,4          | 51,7            | 48,7            | 37             | 36,7            | 38,9         | 54             | 81,1          | 86,6          | 83,9          | 704,1     |

## Urbanisme

### Typologie
Au 1er janvier 2024, Noirmoutier-en-l'Île est catégorisée commune rurale à habitat dispersé, selon la nouvelle grille communale de densité à sept niveaux définie par l'Insee en 2022.
Elle appartient à l'unité urbaine de Noirmoutier-en-l'Île, une unité urbaine monocommunale constituant une ville isolée,. La commune est en outre hors attraction des villes,.
La commune, bordée par l'océan Atlantique, est également une commune littorale au sens de la loi du 3 janvier 1986, dite loi littoral. Des dispositions spécifiques d’urbanisme s’y appliquent dès lors afin de préserver les espaces naturels, les sites, les paysages et l’équilibre écologique du littoral, tel le principe d'inconstructibilité, en dehors des espaces urbanisés, sur la bande littorale des 100 mètres, ou plus si le plan local d’urbanisme le prévoit.

### Occupation des sols
L'occupation des sols de la commune, telle qu'elle ressort de la base de données européenne d’occupation biophysique des sols Corine Land Cover (CLC), est marquée par l'importance des territoires artificialisés (35,7 % en 2018), en augmentation par rapport à 1990 (34,1 %). La répartition détaillée en 2018 est la suivante : 
zones urbanisées (31,8 %), zones humides côtières (29,3 %), terres arables (14,8 %), zones agricoles hétérogènes (12,6 %), milieux à végétation arbustive et/ou herbacée (2,3 %), espaces verts artificialisés, non agricoles (2,2 %), espaces ouverts, sans ou avec peu de végétation (2,1 %), zones industrielles ou commerciales et réseaux de communication (1,7 %), prairies (1,7 %), forêts (1,3 %), eaux maritimes (0,1 %). L'évolution de l’occupation des sols de la commune et de ses infrastructures peut être observée sur les différentes représentations cartographiques du territoire : la carte de Cassini (XVIIIe siècle), la carte d'état-major (1820-1866) et les cartes ou photos aériennes de l'IGN pour la période actuelle (1950 à aujourd'hui).

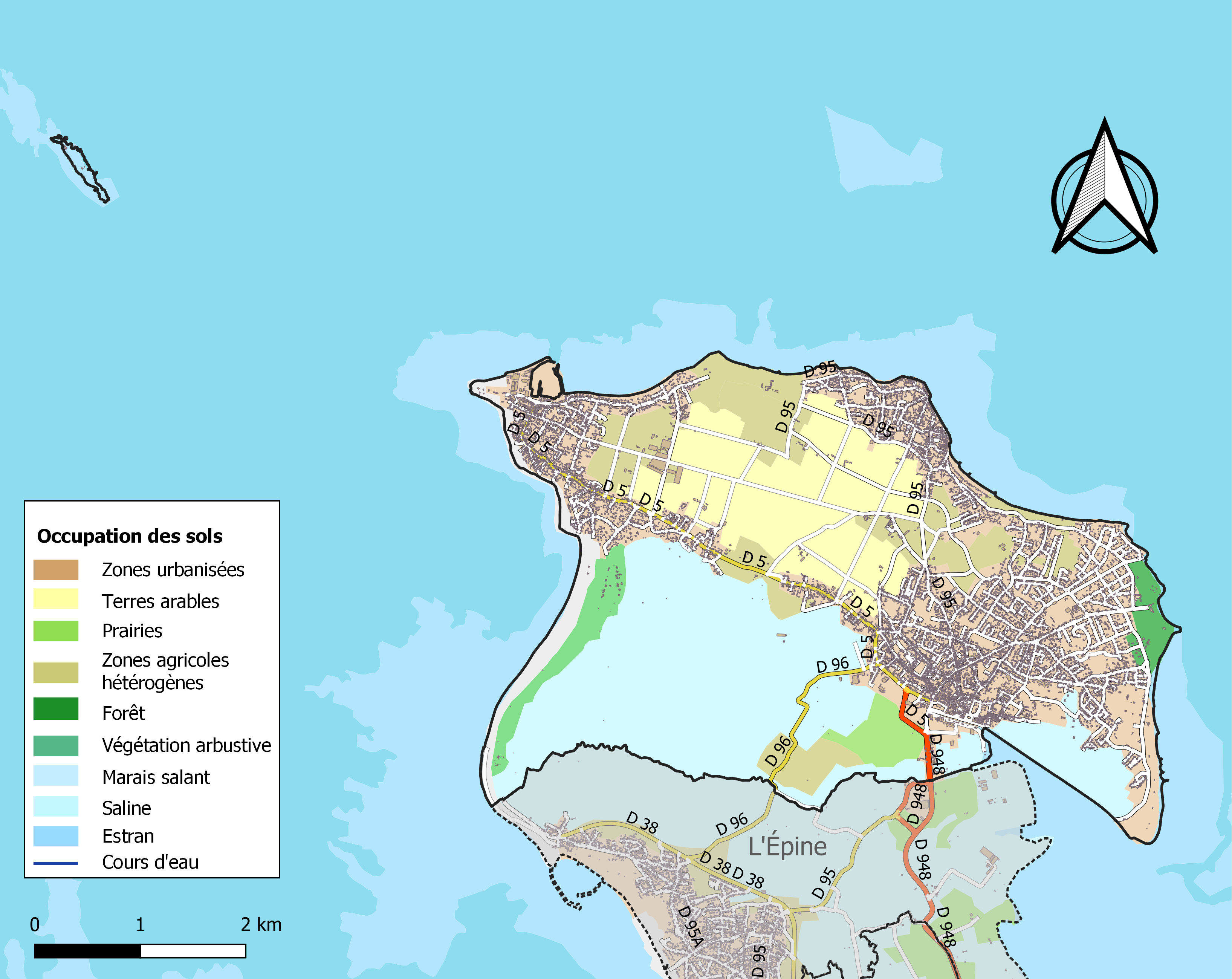
Carte des infrastructures et de l'occupation des sols de la commune en 2018 (CLC).

## Toponymie
L'histoire de la commune est fortement liée à celle de l'île de Noirmoutier. En 674, le moine saint Philibert y fonda un monastère. En latin, le terme in + Herio Monasterio c'est-à-dire : « au monastère d’Herus » (Herus désignant aujourd'hui l'« île d'Her ») sera à l'origine de nom de « Noirmoutier ».
Durant la Révolution, la commune, alors nommée Noirmoutier, porte le nom d'Île-de-la-Montagne.
À partir de 1956, la commune qui se nommait jusqu'ici simplement Noirmoutier (ou Noirmoutiers) prend son nom actuel.

## Histoire

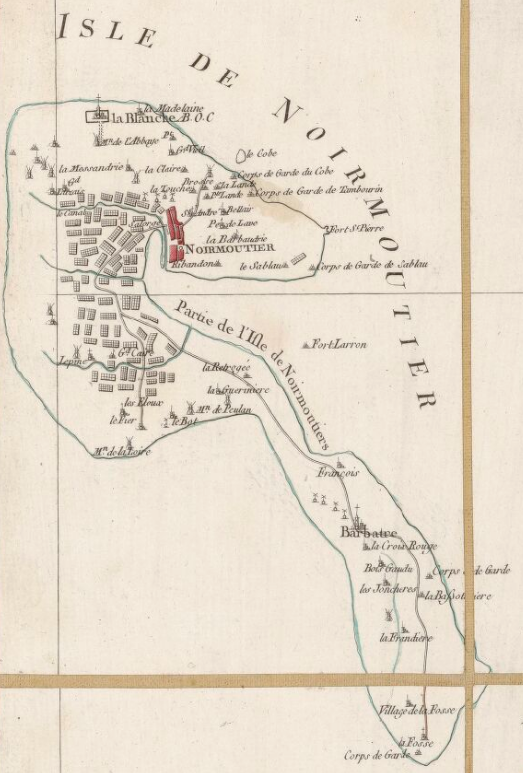
L'île de Noirmoutier sur la carte de Cassini (XVIIIe siècle).

Dans la seconde partie du XVIIe siècle, l'île est un haut lieu de la contrebande de tabac, au même titre que Paimbœuf. En effet, Louis XIV crée en novembre 1674 une ferme du tabac qui achète le tabac aux Antilles à des prix bas pour revendre à des prix élevés, s'exposant à la concurrence du tabac de la Virginie. Les stocks importés sont ensuite écoulés sur le continent au moyen de petites embarcations appelées les chattes,.
Jusqu'en 1858, le territoire de la commune s'étend sur l'ensemble de l'île, puis commence son morcellement avec la création de la commune de Barbâtre, suivie, une soixantaine d'années après, en 1919, de celles de La Guérinière et de L'Épine.

### Tendances politiques et résultats

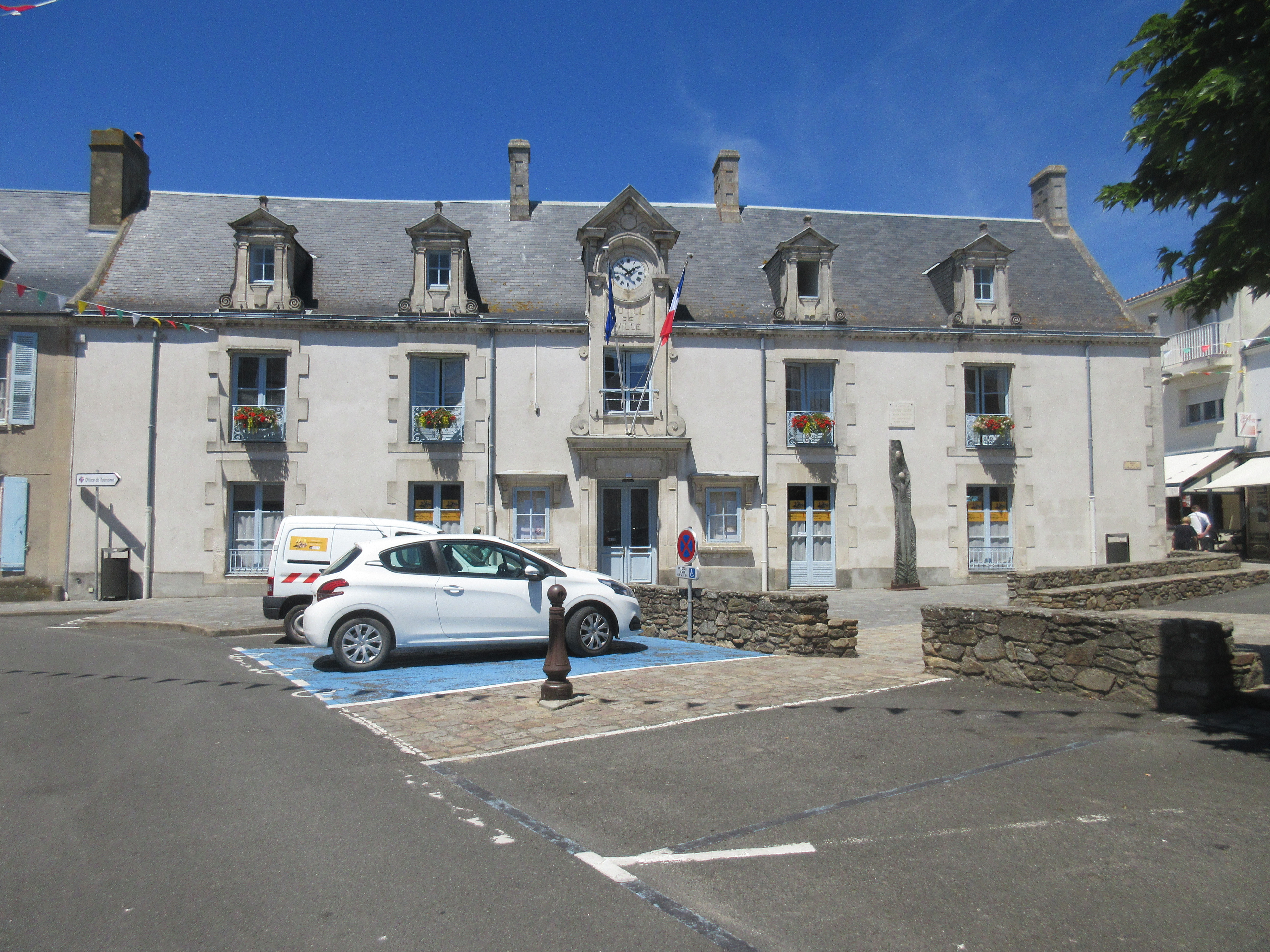
La mairie de Noirmoutier-en-l’Île.

## Politique et administration

### Administration municipale
La mairie de Noirmoutier-en-l’Île est sise place de l’Hôtel-de-Ville, dans le centre-ville de Noirmoutier.

### Liste des maires
| Période      | Période      | Identité                    | Étiquette | Qualité |
| ------------ | ------------ | --------------------------- | --------- | --- |
|              |              |                             |           | |
| octobre 1947 | mai 1953     | Commandant Amédée Duvignaud |           | Chef de bataillon à la retraite |
| mai 1953     | 1963         | Hubert Poignant             | CNIP      | Médecin Conseiller général de Noirmoutier-en-l'Île (1945 → 1976)                                                                                                |
| 1963         | mars 1971    | Charles-Robert Loué         |           | Maçon |
| mars 1971    | mars 1977    | Hubert Poignant             | CNIP      | Médecin Conseiller général de Noirmoutier-en-l'Île (1945 → 1976)                                                                                                |
| mars 1977    | juin 1995    | Louis Dauptain              | RPR       | Chirurgien-dentiste |
| juin 1995    | 15 mars 2008 | Maurice Chardonneau         | DVG       | Masseur-kinésithérapeute |
| 15 mars 2008 | 15 mars 2020 | Noël Faucher                | UMP-LR    | Chargé d’enseignement, attaché parlementaire Président de la CC de l’Île-de-Noirmoutier (2008 → 2020) Conseiller départemental de Saint-Jean-de-Monts (2015 → ) |
| 23 mai 2020  | en cours     | Yan Balat                   | DVC       | Directeur territorial 1er vice-président de la CC de l’Île-de-Noirmoutier (2020 → )                                                                             |

## Population et société

### Démographie

#### Évolution démographique
L'évolution du nombre d'habitants est connue à travers les recensements de la population effectués dans la commune depuis 1793. Pour les communes de moins de 10 000 habitants, une enquête de recensement portant sur toute la population est réalisée tous les cinq ans, les populations de référence des années intermédiaires étant quant à elles estimées par interpolation ou extrapolation. Pour la commune, le premier recensement exhaustif entrant dans le cadre du nouveau dispositif a été réalisé en 2005.

En 2022, la commune comptait 4 502 habitants, en évolution de −3,7 % par rapport à 2016 (Vendée : +5,33 %, France hors Mayotte : +2,11 %).
| 1793  | 1800  | 1806  | 1821  | 1831  | 1836  | 1841  | 1846  | 1851  |
| ----- | ----- | ----- | ----- | ----- | ----- | ----- | ----- | ----- |
| 5 000 | 5 405 | 5 703 | 6 722 | 7 011 | 7 027 | 7 590 | 8 082 | 8 262 |

| 1856  | 1861  | 1866  | 1872  | 1876  | 1881  | 1886  | 1891  | 1896  |
| ----- | ----- | ----- | ----- | ----- | ----- | ----- | ----- | ----- |
| 8 253 | 6 248 | 6 128 | 6 347 | 5 787 | 5 908 | 6 107 | 6 123 | 6 093 |

| 1901  | 1906  | 1911  | 1921  | 1926  | 1931  | 1936  | 1946  | 1954  |
| ----- | ----- | ----- | ----- | ----- | ----- | ----- | ----- | ----- |
| 6 255 | 6 644 | 6 849 | 3 281 | 3 254 | 3 254 | 3 359 | 3 445 | 3 679 |

| 1962  | 1968  | 1975  | 1982  | 1990  | 1999  | 2005  | 2006  | 2010  |
| ----- | ----- | ----- | ----- | ----- | ----- | ----- | ----- | ----- |
| 3 906 | 4 020 | 4 070 | 4 518 | 4 846 | 5 001 | 4 847 | 4 855 | 4 567 |

| 2015  | 2020  | 2022  | - | - | - | - | - | - |
| ----- | ----- | ----- | - | - | - | - | - | - |
| 4 666 | 4 486 | 4 502 | - | - | - | - | - | - |

#### Pyramide des âges
La population de la commune est relativement âgée.
En 2018, le taux de personnes d'un âge inférieur à 30 ans s'élève à 20,6 %, soit en dessous de la moyenne départementale (31,6 %). À l'inverse, le taux de personnes d'âge supérieur à 60 ans est de 48,0 % la même année, alors qu'il est de 31,0 % au niveau départemental.
En 2018, la commune comptait 2 143 hommes pour 2 471 femmes, soit un taux de 53,55 % de femmes, largement supérieur au taux départemental (51,16 %).
Les pyramides des âges de la commune et du département s'établissent comme suit.
| Hommes | Classe d’âge | Femmes |
| ------ | ------------ | ------ |
| 1,8    | 90 ou +      | 3,5    |
| 13,2   | 75-89 ans    | 16,9   |
| 30,0   | 60-74 ans    | 30,1   |
| 19,7   | 45-59 ans    | 20,2   |
| 12,7   | 30-44 ans    | 10,4   |
| 11,3   | 15-29 ans    | 9,8    |
| 11,3   | 0-14 ans     | 9,1    |

| Hommes | Classe d’âge | Femmes |
| ------ | ------------ | ------ |
| 0,8    | 90 ou +      | 2,2    |
| 8,7    | 75-89 ans    | 11,1   |
| 20,3   | 60-74 ans    | 21,3   |
| 20     | 45-59 ans    | 19,4   |
| 17,5   | 30-44 ans    | 16,8   |
| 15     | 15-29 ans    | 13,2   |
| 17,7   | 0-14 ans     | 16,1   |

## Culture locale et patrimoine

### Lieux et monuments

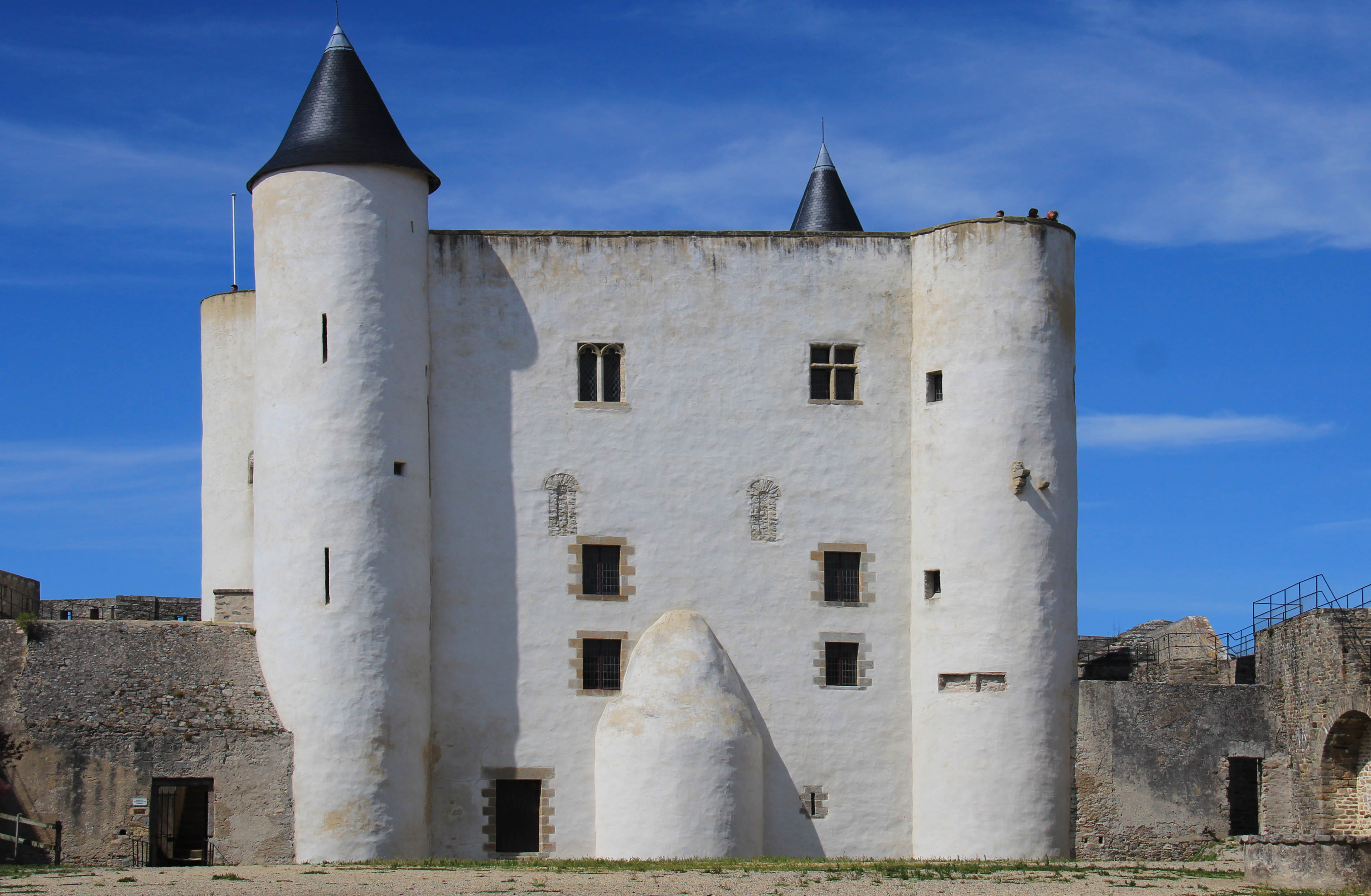
Donjon du château de Noirmoutier de face.

- Le dolmen de la Table est un dolmen submergé, situé en mer, sur le plateau de la Vendette, parmi les vasières de la baie de Bourgneuf et connu depuis 1892  Classé MH (1895)[38]
- le dolmen de la Pointe de l'Herbaudière ruiné Classé MH (1895)[39]. Selon la tradition, c'était un lieu de sabbat pour les sorciers des environs[40].
- Menhir de la Pointe des Dames
- Abbaye de la Blanche en Noirmoutier
- le château de Noirmoutier est célèbre pour son architecture. C'est en effet un des rares châteaux forts à être resté identique depuis sa construction fin du XIIe début du XIIIe siècle. Le donjon fut édifié par Pierre de la Garnache, seigneur de l'île, sur l'emplacement d'un castrum dépendant de l'abbaye, dressé sous l'abbatiat de l'abbé Hilbod vers l'an 830. Le château de Noirmoutier est lié à l'histoire de l'île. Constamment occupé par des troupes, il fut entretenu et ainsi conservé. Sous la Révolution, il servit de prison aux Vendéens, puis en 1871 aux insurgés de la Commune. Au début de la Première Guerre mondiale, des étrangers de 26 nations y furent internés, pour la plupart des étudiants de grandes valeurs. Parmi eux, le Hongrois Aladár Kuncz, le célèbre auteur du Monastère noir. En 1940, il donna asile à des prisonniers de droit commun. Centre de ravitaillement allemand pendant l'occupation, il servit en 1945 de prison à ses anciens locataires.

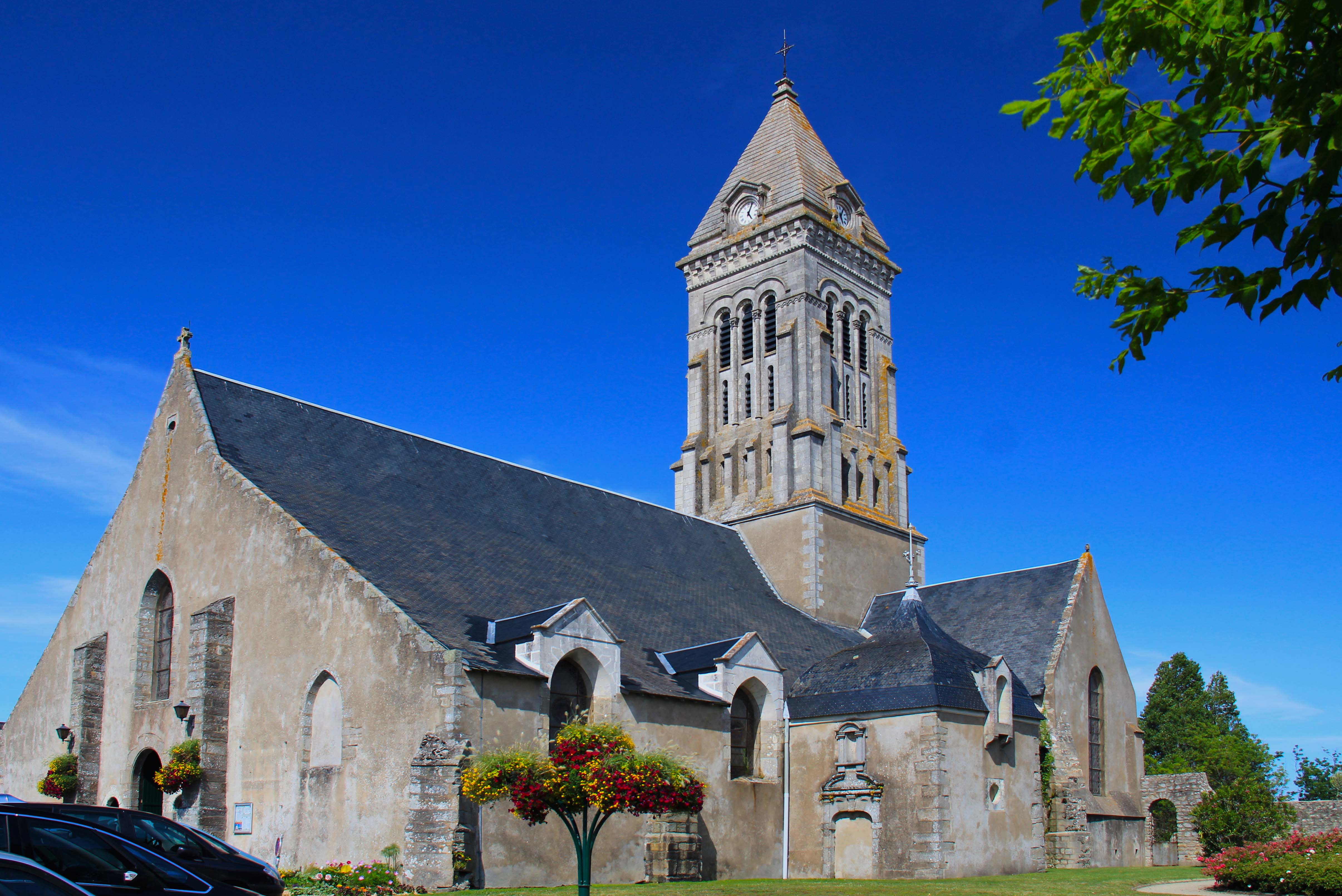
Église Saint-Philbert.

- l’église paroissiale de Noirmoutier : est dédiée à saint Philbert, qui fonda en ce lieu l'abbaye de Noirmoutier vers 674. L'église abbatiale fut d'abord détruite par les Sarrasins en 725 ou 732. Le fils de Charlemagne, Louis devenu roi d'Aquitaine, obtint de son père en 801 la reconstruction de l'abbaye et de la chapelle claustrale. Quarante-cinq ans plus tard, elle est à nouveau détruite par les Normands, en 846. Elle fut ensuite reconstruite à la fin du XIe siècle sur la chapelle primitive qui est la crypte actuelle, elle ne comportait alors que le chœur et la nef principale. De la fin du XIVe au XVIIe siècle furent élevées les nefs droite et gauche, elle fut consacrée en 1849. Le clocher néo-roman fut construit en 1875 pour remplacer l'ancien clocher qui avait été détruit par un incendie en 1848. À l'intérieur, on peut admirer une maquette de frégate, réalisée par un artisan horloger du village en 1802 pour Auguste Jacobsen. Un vitrail y représente l'abbaye Saint-Philibert de Tournus (baie de la nef latérale)[41].
  - la crypte : elle est située sous le chœur, elle a accueilli le corps de saint Philbert entre 690 et 836, date à laquelle il fut transféré, à Saint-Philbert-de-Grand-Lieu, puis à Tournus où les moines s'étaient réfugiés après les invasions normandes en 875. Une châsse sur l'autel contient quelques reliques du saint transférées en 1863 date à laquelle cette crypte fut restaurée. Elle est classée monument historique depuis 1898.
- la chaussée Jacobsen : fut construite en 1812 par Jean-Corneille Jacobsen de la Crosnière (1750-1834)[42], fils de Cornil Guislain Jacobsen(1709-1787)[43], lequel s'installa à Noirmoutier en 1740[44],[42] et était le descendant du corsaire dunkerquois d'origine néerlandaise Michel Jacobsen. Cette digue a permis l'aménagement des marais salants, la création d'un chemin de halage et d'un canal pour accéder au port. Le long du canal se trouve le cimetière des bateaux. Sur le côté nord de la jetée se trouve le Polder du Müllembourg, réserve ornithologique où l'on peut observer de nombreux oiseaux d'eau comme des bernaches cravants, des aigrettes garzettes. Au bout de la jetée aménagée en piste cyclable et piétonne, on accède au fort Larron.
- la chapelle de la Pitié : dès l'entrée de la chaussée, sur la gauche, à la hauteur de la stèle élevée à la mémoire de J.-C. Jacobsen, créateur de cette digue, un calvaire rappelle qu'en ce lieu nommé la Vache, le 3 janvier 1794, lors de la reprise de l'île par les troupes républicaines, ces derniers massacrèrent 1500 prisonniers des armées vendéennes, malgré une promesse de vie sauve qui leur avait été donnée.
- l'hôtel Jacobsen : il reste l'immeuble le plus important de Noirmoutier. Construit entre 1761 et 1766 par Cornil-Guislain Jacobsen, il fut le premier de la lignée noirmoutrine  Classé MH (2013)[45].
- l'hôtel Boucheron ou Lebreton-des-Grapillères : en 1767, le négociant François Boucheron obtint du prince de Condé l'autorisation « d'élever la face de la maison par lui édifié » arguant que la surélévation du bâtiment devrait contribuer « à la décoration de la place d'Armes nouvellement créée ». En 1790, l'hôtel devint la propriété du négociant Lebreton des Grapillières, qui lui donna son nom. Il fut le siège de l'administration des Douanes au XIXe siècle, puis hôtel de tourisme sous le nom d'« hôtel du Général d'Elbée »  Classé MH (1930)[46].
- l'Aquarium Sealand de Noirmoutier-en-l'Île
- le phare de la Pointe des Dames qui est une maison-phare type
- le Bois de la Chaize, d'une superficie 93 hectares, situé au nord-est de la commune : Il est composé de mimosas, de chênes verts, de pins maritimes et de criques abritées par des falaises de rochers, dont certaines comptent près de trente mètres de hauteur.
- L'église du Sacré-Cœur de l'Herbaudière

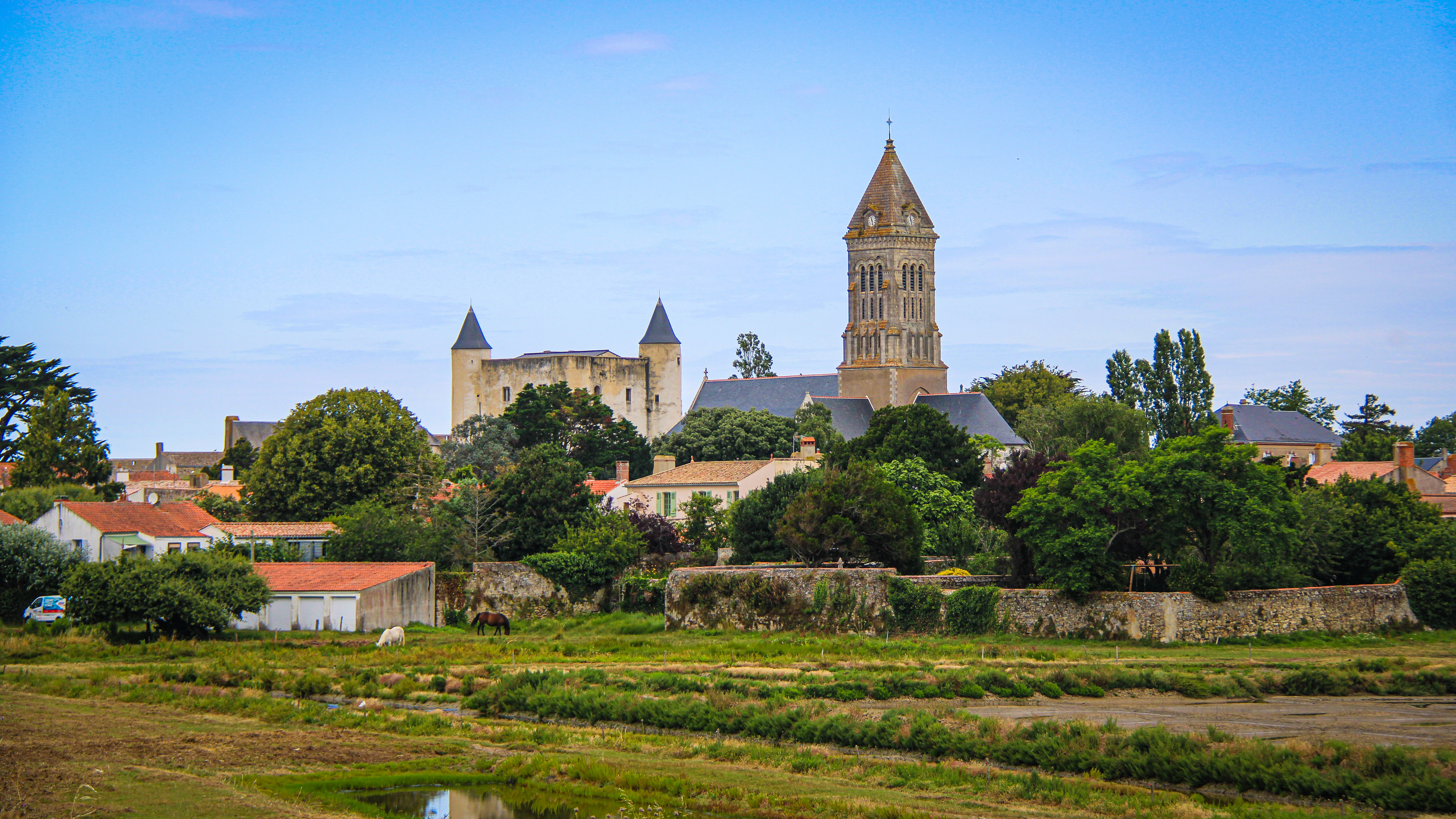
Vue du château et de l'église Saint-Philibert de Noirmoutier-en-l'Île depuis la Jetée Jacobsen et les Marais de Mullëmbourg

### Personnalités liées à la commune
- Philibert de Tournus (617-684), moine et abbé fondateur de l'abbaye de Noirmoutier.
- Cornil Guislain, Jean Corneille et Auguste Jacobsen (1709-1870), membres de la famille Jacobsen originaire de Dunkerque qui construisirent de nombreuses digues et polders, ils descendaient du corsaire Michel Jacobsen.
- André Commard de Puylorson (1710-1769), religieux et "premier historien de Noirmoutier", né à Noirmoutier.
- Maurice d'Elbée (1752-1794), général vendéen.
- Sainte Marie-Euphrasie Pelletier (1796-1868), religieuse fondatrice de la Congrégation de Notre-Dame de Charité du Bon-Pasteur.
- Édouard Richer (1792-1834), historien spécialisé dans les études bretonnes.
- Bernard Evein (1929-2006), décorateur de cinéma.
- Jean-Marie Rouart (1943- ), écrivain, passe son enfance avec sa famille à Noirmoutier.
- Alexandre Couillon (1975- ), chef cuisinier, dont les deux établissements, contigus, font face au port de l'Herbaudière : La Marine (un restaurant gastronomique, trois étoiles au Guide Michelin) et La Table d'Élise (un bistrot).

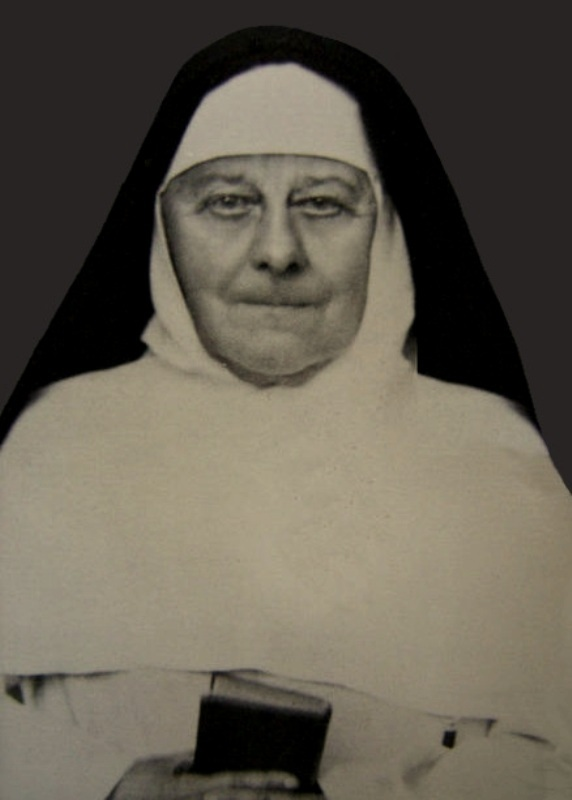
Sainte Marie-Euphrasie Pelletier en 1860.
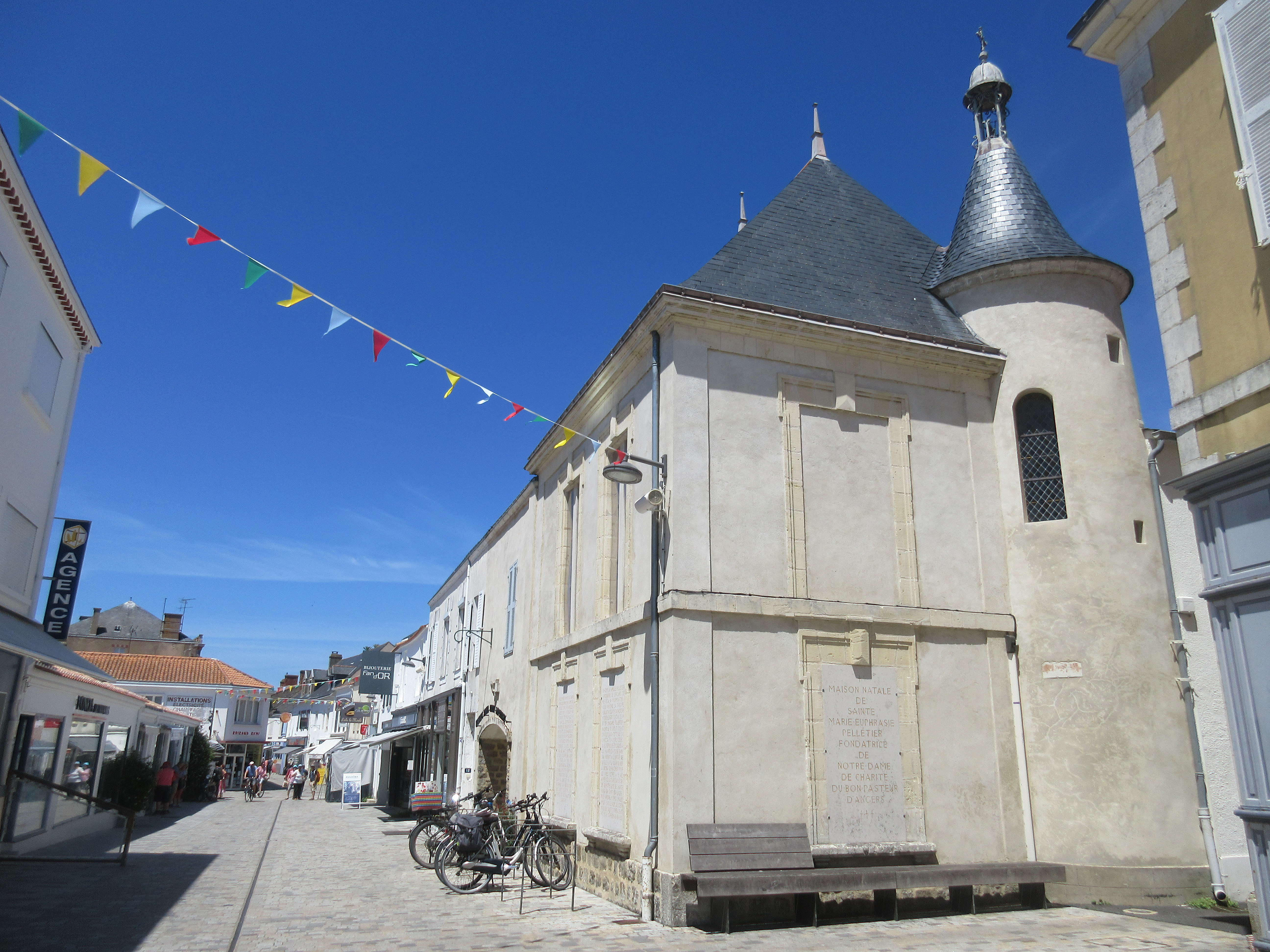
Maison natale de Marie-Euphrasie Pelletier à Noirmoutier-en-l'Île.

### Festival
Depuis 1993, le Théâtre régional des Pays de la Loire organise le Festival de Noirmoutier-en-l'Île. Festival estival théâtral et musical qui se déroule chaque année au mois d'août.

### Héraldique, devise et logotype
| Blason de Noirmoutier-en-l'Île | Blason  | D'or, au chevron de gueules, accompagné de trois aiglettes d'azur, becquées et membrées de gueules. |
| Blason de Noirmoutier-en-l'Île | Détails | Ce blason est celui de la maison de La Trémoille (et le même que la commune de Mareuil-sur-Lay-Dissais) Le statut officiel du blason reste à déterminer. |
| Blason de Noirmoutier-en-l'Île | Alias   | Écartelé : au premier, de gueules à la croix d'argent perronnée de 4 marches ; au deuxième, de sinople à la croix écartelée d'or et d'azur ; au troisième, d'azur à la croix partie d'or et de sinople ; au quatrième, de vair à la croix écartelée d'argent et de sable. Il existe un autre blasonnement (celui de l'île de Noirmoutier ?) |
| Blason de Noirmoutier-en-l'Île | Alias   | Logo de Noirmoutier-en-l'Île à partir du 9 février 2010 |

### Sport et loisir
Le 7 juillet 2018, le Tour de France est parti de Noirmoutier.

## Jumelages
- Crestview (Floride) (États-Unis)
- Padrón (La Corogne) (Espagne)

## Pour approfondir